# Gauliga Westphalie
Pour un article plus général, voir Gauliga.
La Gauliga Westphalie (en Allemand: Westfalen) fut une ligue de football (de Division 1) imposée par le NSRL en 1933.
Dès leur arrivée au pouvoir en mars 1933, Adolf Hitler et le NSDAP imposèrent une réorganisation administrative radicale (voir Liste des Gaue) à l'Allemagne. Administrativement, les "Gaue" Westphalie du Nord et Westphalie du Sud remplacèrent l’ancienne province prussienne de Westphalie et l’ancien État Libre de Lippe de la République de Weimar.
Cette Gauliga fut démantelée en 1945.

## Généralités
Cette ligue fut créée, par 10 clubs, en 1933 et remplaça les anciennes ligues couvrant précédemment les zones de Westphalie, de Westphalie du sud et de la Rhur. 
Lors de sa première saison, la Gauliga Westfalen compta dix clubs qui s’affrontèrent en matches aller /retour. Le champion disputa la phase finale du championnat national. Les deux derniers classés furent relégués. Le fonctionnement ne changea pas jusqu’en 1940.
Un club connut son âge d’or durant cette période: Schalke 04. Les Königsblauen  dominèrent la compétition de leur Gauliga, dont ils furent les seuls champions entre 1934 et 1944, mais aussi sur le plan national. Le club de Gelsenkirchen joua 8 des 11 finales organisées entre 1934 et 1944 et en gagna 6. À cette série de succès, s’ajouta aussi la conquête d’une Tschammer Pokal (ancêtre de l’actuelle DFB-Pokal) dont Schalke fut quatre autres fois finaliste. Soit 13 places de finalite sur 22 possibles, dans les deux compétitions allemandes majeures. Sportivement parlant, malgré le fait qu’elle ne connut qu’un seul gagnant, la Gauliga Wesphalie fut la plus intéressante de cette période et de loin la plus forte.
La saison 1939-1940 commença seulement en novembre du fait du déclenchement de la Seconde Guerre mondiale. Les clubs jouèrent une série de compétitions locales dans l’attente de la reprise du championnat régulier En 1940-1941, cette ligue passa à douze clubs, dont les quatre derniers classés furent relégués. La saison suivante, la Gauliga Wesphalie revint à son format initial de dix équipes et deux relégués et ne fut plus modifiée jusqu’en 1944. 
Dans une Allemagne nazie aux abois, la saison 1944-1945 de cette ligue fut prévue avec vingt équipes réparties en trois groupes régionaux. Les esprits n’étaient ni au sport, ni au football. Au début de l’automne 1944, les troupes alliées arrivèrent aux frontières du IIIe Reich, c'est-à-dire aussi celles de la région de cette Gauliga Westphalie. La compétition ne démarra pas car elle fut arrêtée alors que chaque équipe avait à peine disputé trois rencontres.

## Après la reddition de l’Allemagne nazie

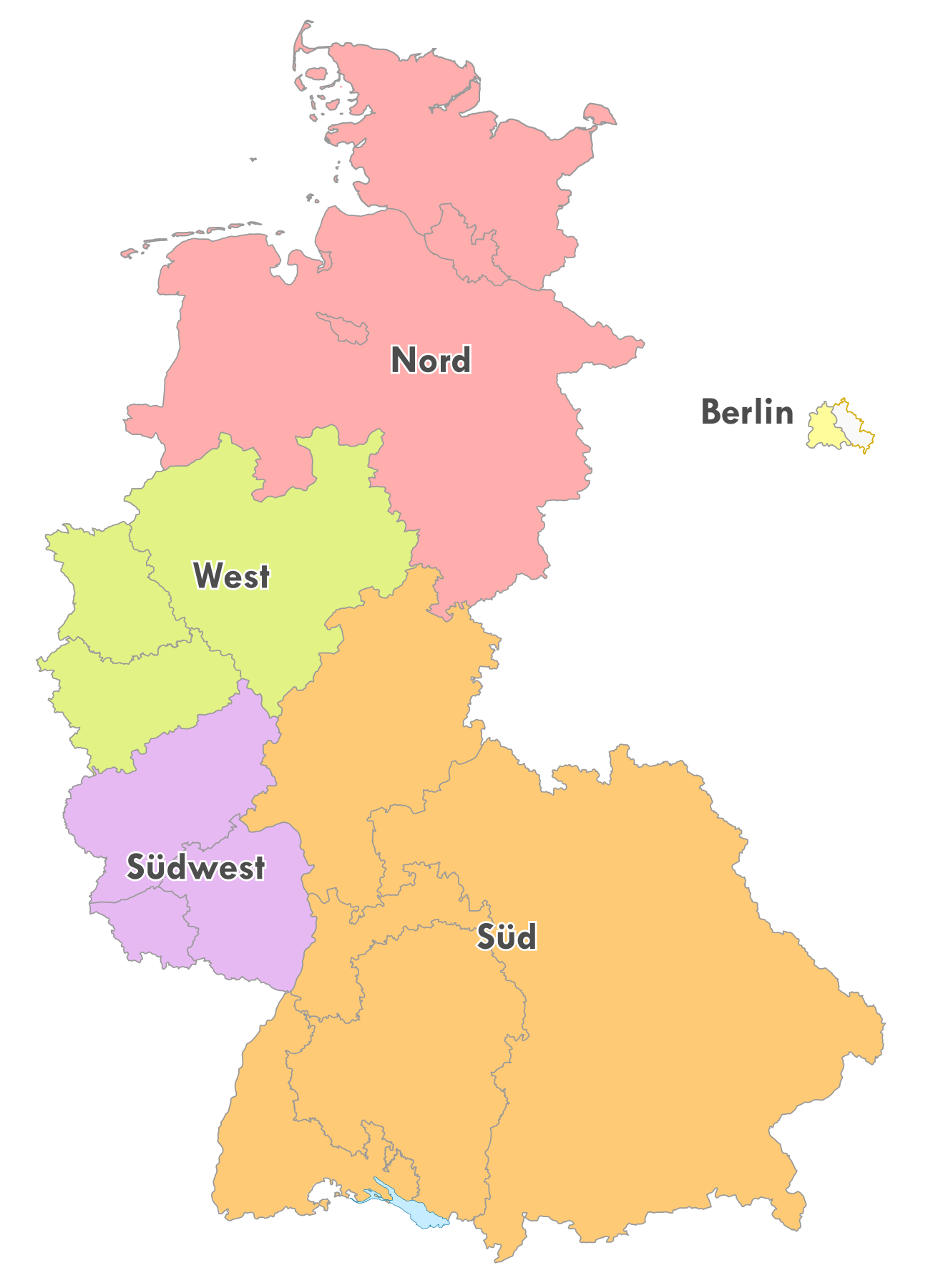
Les "Oberligen" en 1949

Dès la capitulation allemande entérinée, le territoire allemand fut découpé en zones d’occupation entre les Alliés. La Westphalie fut placée sous contrôle britannique.
Les Alliés démantelèrent le NSRL. Toute l'organisation sportive allemande dut être réinstaurée, y compris celle des fédérations et des clubs. 
Du point de vue football, les clubs de cette partie du pays rejoignirent la nouvelle structure mise en place par la DFB: l'Oberliga Ouest.

## Clubs fondateurs de la Gauliga Westphalie
Ci-dessous les 10 clubs qui fondèrent la ligue et leur résultat en fin de saison 1932-1933:
- FC Schalke 04, Vainqueur de la Division Ruhr, Champion d’Allemagne de l’Ouest [3] et Vice-champion d’Allemagne (derrière le Fortuna Düsseldorf)
- SV Höntrop
- SuS Hüsten 09, Vainqueur de la Division Westphalie du Sud
- SV Germania 06 Bochum
- SpVgg 12 Herten
- DSC Hagen
- SV Viktoria Recklingshausen
- Preußen Münster
- Sportfreunde 95 Dortmund
- Arminia Bielefeld, Vainqueur de la Division Westphalie

## Champions et Vice-champions de la Gauliga Westphalie
| Saisons | Champions     | Vice-champions           |
| 1933-34 | FC Schalke 04 | SV Höntrop               |
| 1934-35 | FC Schalke 04 | SV Höntrop               |
| 1935-36 | FC Schalke 04 | SV Germania Bochum       |
| 1936-37 | FC Schalke 04 | Westfalia Herne          |
| 1937-38 | FC Schalke 04 | Borussia Dortmund        |
| 1938-39 | FC Schalke 04 | VfL Bochum               |
| 1939-40 | FC Schalke 04 | Arminia Bielefeld        |
| 1940-41 | FC Schalke 04 | Gelsenguss Gelsenkirchen |
| 1941-42 | FC Schalke 04 | Borussia Dortmund        |
| 1942-43 | FC Schalke 04 | VfL Altenbögge           |
| 1943-44 | FC Schalke 04 | VfL Altenbögge           |

## Classements dans la Gauliga Westphalie de 1933 à 1944
Durant la saison 1944-1945, la ligue fut partagée en trois groupes régionaux, mais, à la suite de l'évolution de la guerre, la compétition fut arrêtée alors que chaque équipe n'avait joué que trois rencontres.
| Club                       | 1934 | 1935 | 1936 | 1937 | 1938 | 1939 | 1940 | 1941 | 1942 | 1943 | 1944 |
| -------------------------- | ---- | ---- | ---- | ---- | ---- | ---- | ---- | ---- | ---- | ---- | ---- |
| FC Schalke 04              | 1    | 1    | 1    | 1    | 1    | 1    | 1    | 1    | 1    | 1    | 1    |
| SV Höntrop                 | 2    | 2    | 3    | 7    | 6    | 10   |      |      |      |      |      |
| SuS Hüsten 09              | 3    | 7    | 4    | 5    | 9    |      |      |      |      |      |      |
| Germania Bochum 1          | 4    | 5    | 2    | 8    | 5    |      |      |      |      |      |      |
| SpVgg Herten 12            | 5    | 4    | 6    | 4    | 7    | 9    |      |      | 9    |      |      |
| DSC Hagen                  | 6    | 9    |      |      |      |      |      | 9    |      |      |      |
| Viktoria Recklinghausen    | 7    | 10   |      |      |      |      |      |      |      |      |      |
| SC Preussen Münster        | 8    | 3    | 9    |      |      | 7    | 7    | 12   |      |      |      |
| Sportfreunde 95 Dortmund   | 9    |      |      |      |      |      |      |      |      |      |      |
| Arminia Bielefeld 3        | 10   |      |      |      |      | 6    | 2    | 6    | 6    | 7    | 10   |
| SC Westfalia Herne         |      | 6    | 5    | 2    | 3    | 4    | 4    | 5    | 7    | 5    | 5    |
| Union Recklinghausen       |      | 8    | 10   |      |      |      |      |      |      |      |      |
| TuS Bochum 1               |      |      | 7    | 10   |      |      |      |      |      |      |      |
| SV 08 Buer-Erle            |      |      | 8    | 9    |      |      |      |      |      |      |      |
| Borussia Dortmund          |      |      |      | 3    | 2    | 3    | 9    | 4    | 2    | 6    | 3    |
| SV Rotthausen              |      |      |      | 6    | 10   |      |      |      |      |      |      |
| SpVgg Röhlinghausen        |      |      |      |      | 5    | 5    | 10   | 7    | 8    | 3    | 7    |
| Arminia Marten             |      |      |      |      | 8    | 8    | 8    | 10   |      | 10   |      |
| VfL Bochum 1 2             |      |      |      |      |      | 2    | 3    | 8    | 3    | 4    | 6    |
| VfB 03 Bielefeld 3         |      |      |      |      |      |      | 5    | 3    | 10   |      |      |
| Gelsenguss Gelsenkirchen 4 |      |      |      |      |      |      | 6    | 2    | 4    | 8    | 9    |
| Union Gelsenkirchen 5      |      |      |      |      |      |      |      | 11   |      |      |      |
| VfB Altenbögge             |      |      |      |      |      |      |      |      | 5    | 2    | 2    |
| STV Horst-Emscher          |      |      |      |      |      |      |      |      |      | 9    |      |
| SpVgg Erkenschwick         |      |      |      |      |      |      |      |      |      |      | 4    |
|                            |      |      |      |      |      |      |      |      |      |      |      |

Source:« Gauliga Westfalen », Das deutsche Fussball-Archiv (consulté le 8 avril 2009)
- 1 Germania Bochum et TuS Bochum fusionnèrent, en 1938, pour former le VfL Bochum.
- 2 Le VfL Bochum et Preussen 07 Bochum formèrent une "Association sportive de guerre" (en Allemand: Kriesgsportgemeinschaft - KSG) pour former la KSG Bochum pour la saison 1943-1944.
- 3 Le VfB 03 Bielefeld et le DSC Arminia Bielefeld formèrent une "Association sportive de guerre" (en Allemand: Kriesgsportgemeinschaft - KSG) pour former la KSG Bielefeld pour la saison 1943-1944.
- 4 Gelsenguss Gelsenkirchen devint Alemannia Gelsenkirchen en 1942.
- 5 En 1950, Union Gelsenkirchen fusionna avec Alemannia Gelsenkirchen pour former le SG Eintracht Gelsenkirchen.

## Sources et liens externes
- The Gauligas Das Deutsche Fussball Archiv
- Germany - Championships 1902-1945 at RSSSF.com
- Die deutschen Gauligen 1933-45 - Heft 1-3 (de) Classements des Gauligen 1933-45,